# Гротенгельм
Гротенгельм (эст. Grotenhjelm) — эстляндский дворянский род.

## Происхождение и история рода
Родоначальник его Адам Грот (Groth) возведён был в 1653 г. в дворянское достоинство шведской королевой Христиной, с фамилией Гротенгельм.
Из его потомков Георг-Фридрих (Георгий Евстафьевич) (1721—1798) был генерал-аншефом, правителем Ревельского и Рижского наместничеств и сенатором.
- Иоахим Фридрих (Фридрих Евстафьевич) (1731—1806) — брат предыдущего, генерал-майор, участник русско-турецкой войны 1768—1774 годов.

Род этот внесён в эстляндский дворянский матрикул.

## Описание герба
В голубом поле серебряный, с открытым золотым забралом, шлем вправо, с султаном из трех страусовых перьев — среднее золотое, крайние красные.
Щит увенчан повернутым дворянским шлемом с золотым, с голубым и красным витками, бурелетом. Нашлемник — рука в серебряных латах, держащая серебряный, с золотой рукоятью, меч, между двух золотых пик с красными квадратными значками и красными кистями. Намет, пересеченный голубым по красному, подложенный золотом.